# Infectieziekte

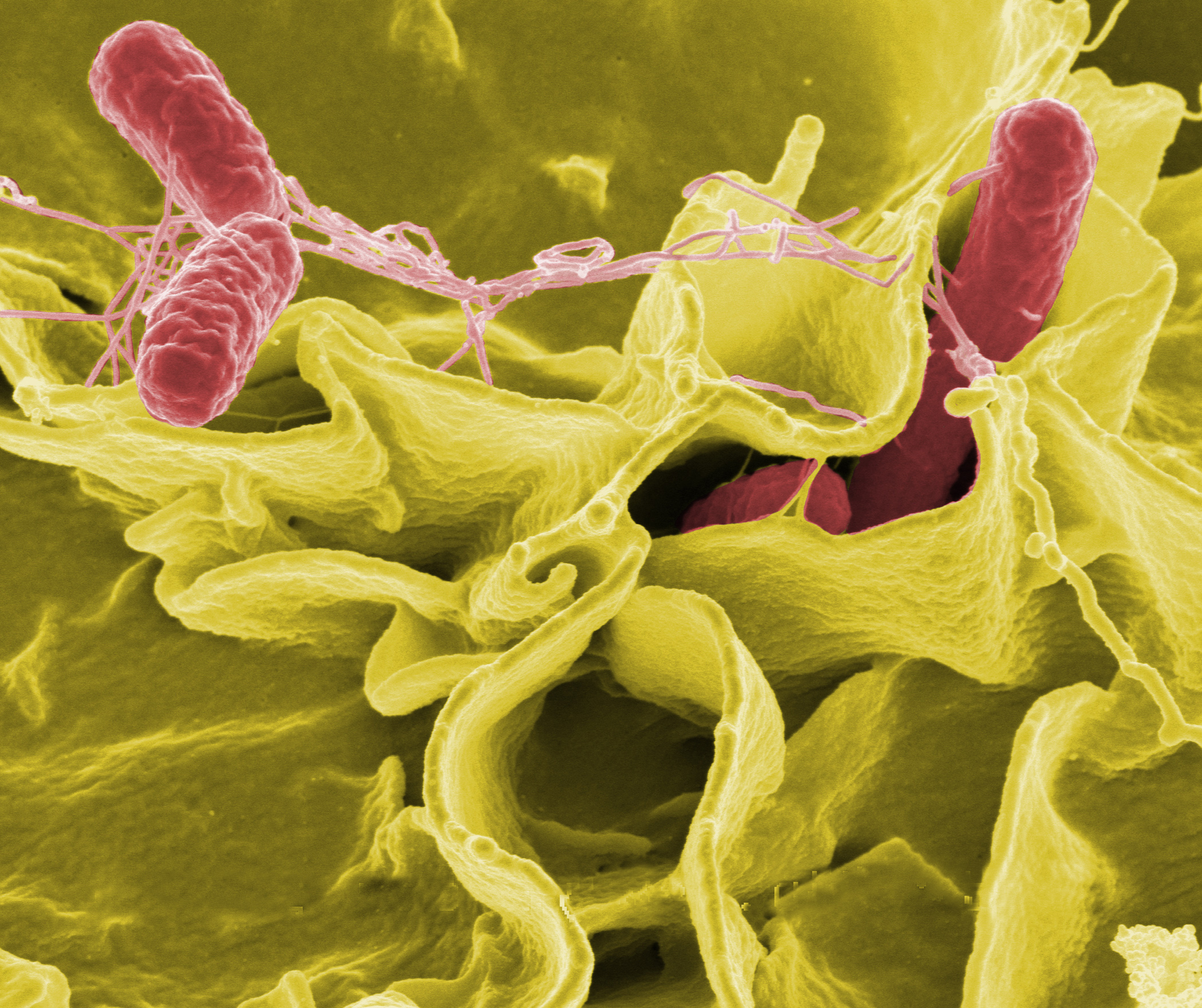
Ingekleurde microscopische opname van Salmonella (roze), een pathogene bacterie die darminfecties kan veroorzaken

Een infectieziekte is een ziekte die het gevolg is van een infectie; het binnendringen in het lichaam van een organisme, de gastheer, door een pathogeen. Het gaat daarbij om de infectie met een micro-organisme, in de vorm van een bacterie, virus, schimmel of parasiet. Een infectie kan plaatsvinden door inname van besmet voedsel of drank, de inademing van besmette lucht, of door ziekte-overdracht: een beet door een geïnfecteerd insect of vector, of contact met een besmet menselijk individu. 
Lang niet alle infecties zijn overdraagbaar van mens (of dier) op mens, dit geldt alleen bij besmettelijke ziekten. Besmettelijke of overdraagbare ziekten verspreiden zich door direct contact met een reeds geïnfecteerd individu, via ingeademde druppels in de lucht afkomstig van hoesten of niezen, door contact met lichaamsvloeistoffen van geïnfecteerde individuen. Infectieziekten kunnen worden onderverdeeld naar de weg waarlangs ze worden overgebracht, bijvoorbeeld geslachtsziekten, of naar het orgaansysteem waar ze betrekking op hebben, bijvoorbeeld luchtweginfecties. Infectieziekten bij de mens, die door besmette dieren worden overgedragen, worden zoönose genoemd.
Infectiviteit is het vermogen van een micro-organisme om een gastheer binnen te dringen, er te overleven en zich er te vermenigvuldigen. Besmettelijkheid is het gemak waarmee de ziekte kan worden overgedragen op andere gastheren. Daarnaast kan een micro-organisme zich vestigen - koloniseren - in een gastheer, zonder dat deze ziek wordt. De gastheer wordt daarmee de asymptomatische drager van het micro-organisme; een voorbeeld is het MRSA-dragerschap.

## Classificatie
Van het enorme aantal soorten micro-organismen in de natuur is maar een klein deel pathogeen. Infectieziekten zijn het resultaat van een interactie tussen een pathogeen, en de verdedigingsmechanismen van de door de pathogeen geïnfecteerde gastheer. De ernst van een ziekte hangt af van het vermogen van de pathogeen om de gastheer te beschadigen, en diens beschermingsmechanismen te weerstaan. Infectieuze micro-organismen of microben, worden onderscheiden in respectievelijk primaire en opportunistische pathogenen, afhankelijk van het vermogen tot verdediging door de gastheer.
Primaire pathogenen veroorzaken ziekte in een voorheen gezonde gastheer, en hun virulentie is het gevolg van hun behoefte tot reproductie en verspreiding. Veel primaire pathogenen infecteren alleen de mens, alhoewel veel ernstige ziekten veroorzaakt worden door micro-organismen die zich in de omgeving bevinden of die niet humane gastheren (dieren) infecteren. 
Micro-organismen die een infectieziekte veroorzaken in een gastheer met verminderde weerstand, zijn opportunistische pathogenen. Een opportunistische ziekte kan veroorzaakt worden door microben die, als commensaal, reeds onderdeel zijn van het normale microbioom van de gastheer. Voorbeelden zijn de bacteriën of schimmels in het maag-darmkanaal of in de luchtwegen. Ook kan de verwekker van een opportunistische infectieziekte afkomstig zijn van een andere gastheer, zoals bij Clostridium difficile-colitis.  
Opportunistische ziekten kunnen ontstaan door een stoornis in de afweermechanismen als gevolg van een genetische afwijking, zoals chronische granulomateuze ziekte, blootstelling aan antimicrobiële middelen of aan immuunsuppressieve geneesmiddelen, bijvoorbeeld chemotherapie tegen kanker, of aan ioniserende straling. Ook infectie met hiv maakt het optreden van een groot aantal opportunistische infectieziekten mogelijk. 
Om te bewijzen dat een bepaald micro-organisme de verwekker van een infectieziekte is, moet worden voldaan aan de postulaten van Koch. Bij sommige infectieziekten moet langs andere wegen bewezen worden dat een gegeven micro-organisme de verwekker is.

## Epidemiologie
Epidemiologie, de studie naar de mate van voorkomen van een bepaalde ziekte, is een belangrijk instrument om ziekte in een populatie te bestuderen. Voor een infectieziekte helpt het om te bepalen of een optredende ziekte een sporadisch geval is, of dat er sprake is van een epidemie.

## Diagnostiek
De diagnostiek van een infectieziekte is een klassiek onderdeel van de interne geneeskunde en de medische microbiologie. De internist gebruikt daarbij anamnese, lichamelijk onderzoek en laboratoriumonderzoek. In het medisch microbiologisch laboratorium kan de laboratoriumdiagnose worden gesteld, die, gevoegd bij de klinische waarschijnlijkheidsdiagnose (ook wel werkdiagnose genoemd), tot de einddiagnose kan voeren.
- Bacteriële infectieziekten zijn onder andere pest, cholera, sommige vormen van meningitis en longontsteking, steenpuisten, blaasontsteking, krentenbaard, wondroos, ziekte van Weil, gonorroe, syfilis, difterie, tetanus, kinkhoest, tuberculose en veteranenziekte.

- Virale infectieziekten zijn: hiv, pokken, waterpokken, mazelen, bof, rodehond, SARS, influenza, verkoudheid, hepatitis, herpes, knokkelkoorts en COVID-19.

- Bekende door een prion veroorzaakte ziekten zijn kuru, de ziekte van Creutzfeldt-Jakob, Boviene spongiforme encefalopathie (koe) en scrapie (schaap en geit).

- Bekende door een schimmel veroorzaakte ziekten zijn candidiasis, spruw.

- Bekende door een parasiet veroorzaakte ziekten zijn malaria, slaapziekte en kala-azar.

## Bestrijding
Infectieziektebestrijding richt zich op het voorkomen of beperken van besmetting met virussen en bacteriën via lucht, voedsel en lichamelijk contact. Het gaat dan met name om:
- bron- en contactopsporing
- beschermende maatregelen, zoals mondkapjes, schorten of handschoenen
- hygiënemaatregelen, zoals handenwassen
- isolatie en quarantaine
- vaccinatie